# Isaac Mizrahi Smeke
Isaac Mizrahi Smeke (Ciudad de México; 19 de agosto de 1967) es un exjugador y director técnico de fútbol mexicano.

## Trayectoria
Posteriormente trabajaría como auxiliar técnico de Ricardo La Volpe en el Toluca, logrando el campeonato del Apertura 2002. Después sería auxiliar de Rubén Omar Romano en los equipos Monarcas Morelia y Cruz Azul. Con el cuadro cementero asumiría el cargo de director técnico interino, debido a que Rubén Omar Romano sufrió un secuestro, manteniendo al equipo en los primeros lugares con un gran trabajo. Además, tuvo un papel determinante en las negociaciones para ayudar a la liberación de Romano, quien al final sería rescatado por la AFI de su cautiverio.
La situación del secuestro previo fue un factor determinante para que la directiva del Cruz Azul decidiera cambiar de técnico, optando por Mizrahi para dar continuidad. Esto provocó un distanciamiento en la amistad entre Rubén Omar Romano y Mizrahi, hasta el grado de la ruptura; posteriormente, Romano tomaría el mando del Atlas e Isaac se haría cargo de Cruz Azul.
Mizrahi dirigió a Cruz Azul durante tres torneos cortos (Clausura 2006, Apertura 2006 y Clausura 2007), siendo eliminado en el primero, en la ronda de cuartos de final, por el Toluca. En el Apertura 2006 inició con cuatro victorias consecutivas, para después hilar una racha negativa de siete juegos sin ganar, y luego retomar el paso ganador con un gran cierre de torneo y calificando a Cruz Azul en la Liguilla como líder general. No obstante, volvería a ser eliminado en cuartos de final, ahora a manos del Guadalajara que a la postre sería el campeón.
En el torneo de Clausura 2007, Mizrahi calificó a su equipo nuevamente en la Liguilla, ocupando el cuarto lugar general. Sin embargo, el cuadro azul fue descalificado en semifinales contra el Pachuca CF, por la alineación indebida de Salvador Carmona; a la postre, este hecho significó su salida de Cruz Azul.
Posteriormente, tomó el control del Club de Fútbol Monterrey en el Apertura 2007, aunque fue cesado en enero de 2008, para dar llegada al club a Ricardo Lavolpe.

## Clubes
| Club                      | País   | Año         |
| ------------------------- | ------ | ----------- |
| Querétaro Fútbol Club     | México | 1991 - 1992 |
| Club de Fútbol Atlante    | México | 1992 - 1995 |
| Club Universidad Nacional | México | 1995 - 1997 |
| Atlas de Guadalajara      | México | 1997 - 2000 |
| Club Necaxa               | México | 2001 - 2002 |

- Datos: Q634349